# Chloroclystis malachita
Chloroclystis malachita là một loài bướm đêm trong họ Geometridae.